# Việt Nam tại Đại hội Thể thao châu Á 1994
Việt Nam tham dự Đại hội Thể thao châu Á 1994 tại Hiroshima, Nhật Bản với 84 vận động viên, huấn luyện viên và quan chức tham dự 8 môn thể thao gồm điền kinh, bắn súng, bóng bàn, judo, taekwondo, wushu, vật tự do, soft tennis.
Vận động viên môn taekwondo Trần Quang Hạ trở thành vận động viên Việt Nam đầu tiên trong lịch sử giành được huy chương vàng tại Đại hội Thể thao châu Á.

## Bảng huy chương
|      | Môn       | Vàng | Bạc | Đồng | Tổng |
| ---- | --------- | ---- | --- | ---- | ---- |
| 1.   | Karate    | 0    | 2   | 0    | 2    |
| 2.   | Taekwondo | 1    | 0   | 0    | 1    |
| Tổng | Tổng      | 1    | 2   | 0    | 3    |

### Vàng
- Taekwondo
  - Hạng 58 kg nam: Trần Quang Hạ

### Bạc
- Karate
  - Kumite hạng ? kg nữ: Phạm Hồng Hà
  - Kumite hạng ? kg nam: Trần Văn Thông